# فرنسيس فور
فرنسيس فور (بالفرنسية: Francis Fauré) هو دراج فرنسي، ولد في 31 مارس 1910 في Ambert ‏ في فرنسا، وتوفي في 21 ديسمبر 1953.

## وصلات خارجية
- فرنسيس فور على موقع أرشيف الدراجات (الإنجليزية)